# Автоматизированная журналистика
В автоматизированной журналистике, также известной как алгоритмическая журналистика или роботизированная журналистика, новостные статьи генерируются компьютерными программами. С помощью программного обеспечения искусственного интеллекта (ИИ) истории создаются автоматически компьютерами, а не людьми-репортерами. Эти программы интерпретируют, систематизируют и представляют данные понятными для человека способами. Как правило, этот процесс включает в себя алгоритм, который сканирует большие объемы предоставленных данных, выбирает из ассортимента предварительно запрограммированных структур статей, упорядочивает ключевые точки и вставляет такие детали, как имена, места, суммы, рейтинги, статистика и другие цифры. Выход также может быть настроен в соответствии с определенным голосом, тоном или стилем.
Такие компании, как Automated Insights, Narrative Science, United Robots и Yseop, разрабатывают и предоставляют эти алгоритмы новостным агентствам. По состоянию на 2016 год только несколько средств массовой информации использовали автоматизированную журналистику. Ранние последователи включают поставщиков новостей, таких как Associated Press, Forbes, ProPublica и Los Angeles Times.
Из-за формульной природы автоматизации, она в основном используется для историй, основанных на статистике и числовых данных. Общие темы включают спортивные обзоры, погоду, финансовые отчеты, анализ недвижимости и обзоры доходов. StatSheet, онлайн-платформа, посвященная баскетболу в колледже, полностью автоматизирована. Associated Press начал использовать автоматизацию для охвата 10 000 игр в малые бейсбольные лиги ежегодно, используя программу от Automated Insights и статистику от MLB Advanced Media. Помимо спорта, Associated Press также использует автоматизацию для создания историй о корпоративных доходах. В 2006 году Thomson Reuters объявили о своем переходе на автоматизацию для создания финансовых новостей на своей онлайн-платформе новостей. Более того, алгоритм под названием Quakebot опубликовал историю о землетрясении в Калифорнии 2014 года на сайте Los Angeles Times в течение трех минут после того, как сотрясение прекратилось.
Автоматическая журналистика иногда рассматривается как возможность освободить журналистов от рутинных репортажей, предоставляя им больше времени для выполнения сложных задач. Это также позволяет повысить эффективность и сократить расходы, облегчая финансовое бремя, с которым сталкиваются многие новостные организации. Тем не менее, автоматизированная журналистика также воспринимается как угроза авторству и качеству новостей, а также препятствует занятости в отрасли.

## Преимущества

### Скорость
Репортеры-роботы созданы для производства большого количества информации на более высоких скоростях. Associated Press объявил, что их использование автоматизации увеличило объем отчетов о доходах от клиентов более чем в десять раз. Используя программное обеспечение Automated Insights и данные других компаний, они могут выпускать статьи объемом от 150 до 300 слов, в то же время журналистам приходится собирать цифры и готовить информацию. Автоматизируя рутинные истории и задачи, журналистам обещают больше времени на сложные задания, такие как журналистские расследования и углубленный анализ событий.
Франческо Маркони из Associated Press заявил, что благодаря автоматизации информационное агентство освободило 20 процентов времени журналистов, чтобы сосредоточиться на проектах с более высокой отдачей.

### Стоимость
Автоматизированная журналистика дешевле, потому что больше контента может быть произведено за меньшее время. Это также снижает стоимость рабочей силы для новостных организаций. Сокращение человеческих ресурсов означает меньшие расходы на заработную плату, оплачиваемый отпуск, отпуск и страхование занятости. Автоматизация служит инструментом сокращения затрат для новостных агентств, которые испытывают трудности с ограниченным бюджетом, но при этом хотят сохранить объем и качество их освещения.

## Критика

### Авторство
В автоматизированной истории часто возникает путаница в отношении того, кого следует считать автором. Несколько участников исследования алгоритмического авторства [3] приписали кредит программисту; другие воспринимали организацию новостей как автора, подчеркивая совместный характер работы. Кроме того, у читателя нет возможности проверить, была ли статья написана роботом или человеком, что поднимает вопросы прозрачности, хотя такие проблемы возникают также и в отношении авторства авторства между людьми.

### Качество и правдоподобие
Опасения по поводу воспринимаемой достоверности автоматических новостей ничем не отличаются от опасений по поводу воспринимаемой достоверности новостей в целом. Критики сомневаются в том, что алгоритмы «справедливы и точны, свободны от субъективности, ошибок или попыток влияния». Опять же, эти проблемы, касающиеся справедливости, точности, субъективности, ошибок и попыток влияния или пропаганды, также присутствовали в статьях, написанных людьми более тысячи лет. Также отмечается (источниками, которые не хотят называть себя?), Что машины не заменяют человеческие способности, такие как творчество, юмор и критическое мышление. Существенные исследования в области автоматического авторинга были проведены с некоторым успехом, имитируя человеческий юмор и мыслительные способности, хотя предстоит еще многое сделать для улучшения существующих методов. На этом этапе одни компьютеры не имеют возможности писать истории с точки зрения эмоций, тщательного анализа и удивительных наблюдений. Помимо человеческой оценки, в настоящее время существует множество алгоритмических методов для идентификации машинно-написанных статей, хотя некоторые статьи могут все еще содержать ошибки, которые очевидны для человека, чтобы идентифицировать, что они могут иногда получать лучшие результаты с этими автоматическими идентификаторами, чем статьи, написанные человеком.

### Проблемы с трудоустройством
Среди проблем, связанных с автоматизацией, — потеря работы для журналистов, не похожая на потерю рабочих мест ручных писцов до изобретения печатного станка или тех операторов телефонной связи, которые подключили «стволы» для обеспечения возможности междугородной связи. В интересах экономии затрат, как упоминалось ранее, новостные организации склонны сокращать персонал при переходе на более дешевые и быстрые машины. В 2014 году ежегодная перепись Американского общества редакторов новостей объявила, что газетная индустрия потеряла 3800 профессиональных редакторов, занятых полный рабочий день. Падение более чем на 10 % за год, это самое большое падение, так как в 2007 и 2008 годах в отрасли было сокращено более 10 000 рабочих мест.

## Преимущества и недостатки
Некоторые считают, что будущее автоматизированной журналистики приносит пользу, однако другие утверждают, что это может нанести ущерб отрасли, поскольку устраняет чувство объективности. Однако этот аргумент нелепый, потому что сами журналисты, будучи людьми, субъективны. Например, средства массовой информации регулярно распространяют новости, которые их правительство хочет, чтобы они распространяли, например, в отношении ОМУ и войны в Ираке. Как указывалось выше, в разделе «Преимущества» присутствуют и доказываются затраты и эффективность роботизированной журналистики, однако некоторые считают, что использование системы автоматизации может отделить аудиторию от статьи. Однако не существует никаких доказательств таких претензий. Это может произойти из-за того, что журналист-человек, пишущий о мировых проблемах, может иметь собственный стиль письма, связанный с историей, в то время как статья, написанная с использованием автоматизации, может привести к тому, что история будет мягкой, а личность не будет, хотя люди, которые сделали такие комментарии не смогли представить доказательства для таких утверждений и в значительной степени не понимали внутреннюю работу алгоритмических процессов. Они сказали, опять же, не дав доказательств, что все автоматизированные статьи, написанные в этой фирме, будут иметь стиль, который похож на друг друга, и в этом процессе чувство журналиста будет потеряно. На самом деле, очень легко сделать алгоритм с вариациями стиля. В основном, алгоритмы имитируют стили существующих авторов или жанров и имеют модели различий между разными авторами. Подобно тому, как алгоритм может рисовать в стиле Ван Гога или раннем китайском стиле, он может генерировать разные статьи, используя разные стили. Например, статья о законодательных новостях может быть сделана короткой и реальной, тогда как статья о показе мод может быть наполнена некоторыми красочными описаниями и комментариями.
Вопрос, касающийся этой проблемы: что, если эти проблемы существуют только в современных технологиях без предоставления доказательств? В 2020-х годах отрасль может измениться, и могут появиться новые технологические достижения, которые могут реализовать и исправить некоторые из проблем, в настоящее время связанных с мыслью об использовании роботизированной журналистики. Тем не менее, нам нужно много знаний в этой области, чтобы достичь точки, в которой люди не делают случайных заявлений об автоматизированной журналистике, не понимая, что это такое на самом деле и что она делает без доказательств, как это обычно происходит в любой научной деятельности.
В статье Nieman Reports [18] указывается, заменят ли машины журналисты, и рассматриваются многие проблемы, связанные с концепцией автоматизированной журналистской практики. Они обсуждают некоторые преимущества, связанные с концепциями автоматической журналистики, и то, как она может быть полезна для отрасли, однако в конечном итоге они поддерживают идею о том, что журналисты-люди будут оставаться рядом независимо от того, насколько сильно изменятся технологии. Их обоснование подтверждается мыслью, что преимущества автоматизации никогда не перевесят преимущества наличия квалифицированного журналиста, который в курсе современных технологических достижений. [18] Попытки человека предвидеть будущее и предсказывать его чреваты впечатляющими неудачами. Будет интересно посмотреть, как этот прогноз стареет в ближайшем будущем. Тем не менее, из-за зависимости индустрии журналистики от технологий, сама отрасль должна оставаться динамичной и меняться в соответствии с текущими тенденциями. Профессионалы, которые работают в этой области, должны делать то же самое, что и эта область, и могут быть конкурентоспособными и перенасыщенными благодаря Интернету. Поскольку Интернет вызвал много изменений в работе этой отрасли, он также открыл возможность для гражданского журналиста участвовать в средствах массовой информации гораздо чаще, чем раньше. Из-за того, что многие люди владеют смартфонами, имеют доступ к онлайн-базам данных и медиа-сайтам, многие люди стали журналистами-любителями. В целом это принесло пользу отрасли с точки зрения эффективности, однако это можно рассматривать как нанесение ущерба профессионалам, работающим в области журналистики, теми, кто хочет видеть это так, особенно если мы не будем тщательно изучать реальные результаты и просто будем восприятие и мнения. Есть надежда, что вместо догадок и диких догадок будут проводиться исследования в этой области, которые будут тщательно изучать эти вопросы и делать взвешенные и точные заявления.

## Список реализаций
- В мае 2020 года Microsoft объявила, что ряд ее журналистов, работающих по контракту с MSN, будет заменен роботизированной журналистикой.

## Примеры
- Narrative Science — focuses on natural language generation for enterprise
- Monok — Autogenerated news articles using Neural Networks for NLG
- BBC — Streamlining media workflows (news aggregation and content extraction)